# Lijst van rivieren in Iowa
Dit is een onvolledige lijst van rivieren in Iowa.

## Rivieren die deel uitmaken van de grens van Iowa
- Mississippi River (Illinois, Wisconsin)
- Missouri River (Nebraska)
- Big Sioux River (South Dakota)
- Des Moines River (zie beneden)

## Rivieren die door Iowa stromen
- Blue Earth River
- Boone River
- Boyer River
- Cedar River
- Chariton River
- Deep River, een zeer kleine zijrivier van de English River
- Des Moines River (maakt ook deel uit van de grens met Missouri)
- Elk River (Iowa)
- English River
- North Fabius River
- Flint River
- Floyd River
- Fox River
- Grand River
- Iowa River
- Little Cedar River
- Little Fox River
- Little Maquoketa River
- Little Ocheyedan River
- Little River
- Little Rock River
- Little Sioux River
- Little Turkey River
- Little Wapsipinicon River
- Maple River
- Middle River
- Maquoketa River
- Nishnabotna River
- Nodaway River
- North River
- Ocheyedan River
- One Hundred and Two River
- Platte River
- Raccoon River
- Rock River
- Rutt Branch
- Shell Rock River
- Skunk River
- Soldier River
- South River
- Squaw Creek
- Tarkio River
- Thompson River
- Thunder River, een zeer kleine zijrivier van de Skunk River, net ten noorden van Pella
- Turkey River
- Upper Iowa River
- Volga River
- Wapsipinicon River
- Weldon River
- West Fork of the Little Sioux River
- Winnebago River
- Wyaconda River
- Yellow River

Alabama · Alaska · Arizona · Arkansas ·  Californië · Colorado · Connecticut · Delaware · Florida · Georgia · Hawaï · Idaho ·  Illinois · Indiana · Iowa · Kansas · Kentucky · Louisiana · Maine · Maryland · Massachusetts · Michigan · Minnesota · Mississippi · Missouri · Montana · Nebraska · Nevada · New Hampshire · New Jersey · New Mexico · New York ·  North Carolina · North Dakota · Ohio · Oklahoma · Oregon · Pennsylvania · Rhode Island · South Carolina · South Dakota · Tennessee · Texas · Utah · Vermont · Virginia · Washington (staat) · Washington D.C. · West Virginia · Wisconsin · Wyoming